# Loxophlebia geminata
Loxophlebia geminata là một loài bướm đêm thuộc phân họ Arctiinae, họ Erebidae.